# Rebtränen

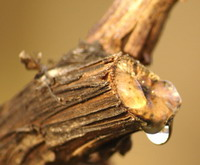
Rebträne oder Rebenblut an der Schnittstelle der Weinrebe

Als Rebtränen, Rebwasser oder Rebenblut wird der beim Beschneiden des Rebstocks austretende Saft der Weinrebe bezeichnet.
In der Vegetationsruhe (Winter bis Frühjahr) wird der Rebstock beschnitten. Diese Schnittstellen sind für ihn Wunden. Bei Vegetationsbeginn, bevor die Knospen der Weinreben im Frühjahr schwellen, bluten diese Wunden. Es tritt Wundsaft aus, der zwar wie Wassertropfen aussieht, jedoch wertvolle Inhaltsstoffe enthält, welche desinfizierend wirken und das Eindringen von Bakterien verhindern sowie die Schnittwunden verschließen.
Schon im Römischen Reich kannte man die vermeintlich medizinische Wirkung der Rebträne. So berichteten unter anderem Plinius der Ältere (etwa 23–79 n. Chr.), wie später im Mittelalter auch Hildegard von Bingen (1098–1179), in ihren Schriften über die „segensreichen Eigenschaften“ der Rebtränen und deren Nutzen für die Menschen bei mancherlei Krankheiten. Anwendung fand die Rebträne unter anderem bei verschiedenen Hautkrankheiten wie Hautflechte, Schuppenflechte und Exanthemen (Ausschlägen). Des Weiteren wurde es gegen Augen-, Ohren- und Kopfschmerzen und mit Olivenöl vermischt auch als Enthaarungsmittel eingesetzt. Eine wissenschaftlich bewiesene Wirkung im Sinne der evidenzbasierten Medizin haben Rebtränen nicht.
Am 8. November 2006 wurde der Begriff Rebträne beim Deutschen Patentamt unter der Register-Nr. 30658618.5 als Wortmarke in die Leitklasse 3 (kosmetische Produkte) eingetragen.